# 特別旗
特別旗是中華民國大陸時期的準一級行政區划單位，是未被盟部管轄的旗。雖然特別旗直屬於行政院，理論上和省、直轄市同為一級地方政府，但依《蒙古盟部旗組織法》，部分事項必須與省政府會商辦理。實行省縣、盟旗雙軌並行制之下，特別旗無法完全掌控所有地方事務。

## 沿革
清代不入盟的土默特旗由綏遠城將軍直轄。伊克明安旗受黑龍江將軍節制，另外尚有西套蒙古二旗不設盟，直屬理藩院。
國民政府召開蒙古會議後，1931年制定《蒙古盟部旗組織法》規範蒙古地方制度，並將特別旗的設置組織法制化。
中華民國政府在中國大陸失守前，設有下列四特別旗：
- 阿拉善霍碩特特別旗：位於寧夏省。
- 額濟納舊土爾扈特特別旗：位於寧夏省。
- 土默特特別旗：位於綏遠省。
- 伊克明安特別旗：位於黑龍江省。[2]

另在盟旗一体的西路舊土爾扈特部，位於新疆省的西路舊土爾扈特旗也被视为特别旗。此外，青海省的「河南五旗」亦不隸屬於盟，然而由於當地由新疆軍閥與馬家軍控制，國民政府對其的統治形同虛設，故上述旗未列入特別旗之名單。
國府遷台後一度在法律中仍保留其名稱。直至2006年，立法院決議廢止《蒙古盟部旗組織法》，中华民国在法律上废除盟旗制度，目前中華民國政府未有制定其他有關特別旗制度之法律。